# マダム・ホー
マダム･ホー（Madam Grace Ho、侯夫人、生年不詳 - ）は、アメリカ･カリフォルニア州在住の風水師、占い師、メンタルコーチ。ハピネス･バランス研究所代表を務める。

## 著書
- 夢を叶えるマダム・ホーの「ハピネス風水」生活 (三笠書房)
- マダム・ホーのお金と運にめぐまれる風水活用術 (大和書房)
- カリスマ華僑夫人が教える! 世界の富める男たちの[お金と愛情の法則] (ダイヤモンド社)
- 世界一愚かなお金持ち、日本人 (ディスカヴァー・トゥエンティワン)
- ミリオネアの信用力 (インデックス・コミュニケーションズ)
- 世界の成功者から学んだこの世で一番大切な勉強法 (インデックス・コミュニケーションズ)
- Grace Ho's One Minute Feng Shui for Prosperity (CreateSpace)